# آدام نیومان
آدام نیومان (عبری: אדם נוימן‎؛ زادهٔ ۱۹۷۹) کارآفرین و سرمایه‌دار اهل اسرائیل است، که بنیانگذار شرکت وی‌وورک می‌باشد.